# Joop van Elsen
Jozef (Joop) van Elsen (Rotterdam, 22 maart 1916 – Oegstgeest, 8 januari 2006) was een Nederlands militair, politicus en verzetsstrijder.

## Jeugd en opleiding
Van Elsen werd geboren in Rotterdam, waar zijn vader surnumerair bij de belastingdienst was. Hij volgde daar de lagere school en behaalde het diploma HBS-B. Daarna deed hij het staatsexamen voor onderwijzer en ging naar Breda waar hij de officiersopleiding bij de Koninklijke Militaire Academie volgde. 

## Tweede Wereldoorlog
Tijdens de inval van de Duitsers was Van Elsen verantwoordelijk officier voor de verdediging van Valkenswaard en leidde 'op onverschrokken, rustige en voorbeeldige wijze' zijn compagnie. Na de capitulatie ging hij in het verzet, maar in 1942 werd hij gearresteerd en door de Duitsers in het Oranjehotel in Scheveningen opgesloten. Via een verblijf in kamp Vught kwam hij in concentratiekamp Sachsenhausen terecht. Na de oorlog werd hij voor zijn verzetswerk onderscheiden met het Verzetsherdenkingskruis.

## Werkzaamheden na de oorlog
Na de oorlog ging Van Elsen eerst verder met zijn militaire carrière in het voormalige Nederlands-Indië. Hij diende daar in het Garde regiment Fuseliers van 1947 tot 1950. Na zijn terugkeer in Nederland werd hij van 1954 tot 1956 docent aan de Hogere Krijgsschool te Brussel. Daarna werkte hij als generaal-majoor bij de afdeling opleidingen van de Generale Staf van 1956 tot 1963, waarna hij bataljonscommandant van de Stoottroepen te Ermelo was van 1963 tot 1965. Hierna volgden de functies hoofd logistiek Kwartiermeester-Generaal van 1965 tot 1967, chef staf van de "7 December Divisie" van 1967 tot 1971 en commandant van de elfde Pantserinfanterie Brigade van 1967 tot 1971.
Wegens zijn brede kennis op defensiegebied werd hij op verzoek van de KVP lid van de Tweede Kamer. Van 11 mei 1971 tot 8 juni 1977 was hij vervolgens defensiewoordvoerder voor zijn partij, waarvan de laatste vier jaar ook voorzitter van de vaste Kamercommissie Defensie. Van 1975 tot 1979 zat hij tevens in de gemeenteraad van Sassenheim. Als Kamerlid was hij een reëel defensiespecialist, geen "havik" maar iemand die vanuit zijn expertise zaken bekeek en soms met onconventionele opvattingen kwam, zoals het voorstel om drastisch te bezuinigen op de defensiekosten. Hij was een fervent tegenstander van defensieminister Henk Vredeling tijdens het kabinet Den Uyl. Vanwege zijn in geharnaste militaire VVD-kringen vaak onverwachte standpunten gaf Hans Wiegel hem de bijnaam "Crazy Joe".

## Overige personalia
Joop van Elsen was gehuwd en kreeg vier zoons en één dochter. Hij overleed op bijna negentigjarige leeftijd.

## Onderscheidingen
- Verzetsherdenkingskruis
- Ereteken voor Orde en Vrede
- Mobilisatie-Oorlogskruis
- Onderscheidingsteken voor Langdurige Dienst als officier
- Vaardigheidsmedaille van de Nederlandse Sport Federatie
- Kruis voor betoonde marsvaardigheid